# Krutovita
La krutovita és un mineral de la classe dels sulfurs. Rep el nom en honor de Georgy Alekseevich Krutov (Георгий Алексеевич Крутов) (24 d'abril de 1902 - 11 de desembre de 1989), professor rus del departament de mineralogia de la Universitat Estatal de Moscou. Es va especialitzar en el camp de la geologia, la mineralogia i la geoquímica del níquel-cobalt. Va rebre el premi A.E. Fersman de 1961.

## Característiques
La krutovita és un sulfur de fórmula química NiAs₂. Va ser aprovada com a espècie vàlida per l'Associació Mineralògica Internacional l'any 1975, i la primera publicació data del 1976. Cristal·litza en el sistema isomètric. La seva duresa a l'escala de Mohs és 5,5. Probablement es tracta d'un membre del grup de la pirita.
Segons la classificació de Nickel-Strunz, la krutovita pertany a «02.EA: Sulfurs metàl·lics, M:S = 1:2, amb Fe, Co, Ni, PGE, etc.» juntament amb els següents minerals: aurostibita, bambollaïta, cattierita, erlichmanita, fukuchilita, geversita, hauerita, insizwaïta, krutaïta, laurita, penroseïta, pirita, sperrylita, trogtalita, vaesita, villamaninita, dzharkenita, gaotaiïta, al·loclasita, costibita, ferroselita, frohbergita, glaucodot, kullerudita, marcassita, mattagamita, paracostibita, pararammelsbergita, oenita, anduoïta, clinosafflorita, löllingita, nisbita, omeiïta, paxita, rammelsbergita, safflorita, seinäjokita, arsenopirita, gudmundita, osarsita, ruarsita, cobaltita, gersdorffita, hol·lingworthita, irarsita, jol·liffeïta, maslovita, michenerita, padmaïta, platarsita, testibiopal·ladita, tolovkita, ullmannita, wil·lyamita, changchengita, mayingita, hollingsworthita, kalungaïta, milotaïta, urvantsevita i reniïta.

## Formació i jaciments
Va ser descoberta a Potûčky, dins la localitat de Horní Blatná, al districte de Karlovy Vary (Regió de Karlovy Vary, República Txeca). Molt a prop d'aquest indret, a la mina Svornost (Jáchymov), també ha estat descrita, així com en altres indrets del Brasil, Alemanya, Eslovàquia, Suïssa i Rússia.